# Fiesta de San Francisco de Asis
Las fiestas de San Francisco de Asís o fiestas de San Pacho son un evento celebrado anualmente en Quibdó, capital del departamento de Chocó (Colombia), donde se alternan expresiones religiosas y civiles.[cita requerida]
Empiezan el 20 de septiembre y se extienden hasta el 5 de octubre. Son símbolo de la identidad cultural afrochocoana, al actualizar tanto el modo en el que se asume la experiencia religiosa, como aquello que le es esencial en el dominio de la música, la danza y el teatro.[cita requerida]
Es un complejo espacio simbólico que forma parte de la vida religiosa, social y política de esta población. Al ser un gran referente de la cultura del Chocó, es posible ver que las diferentes colonias de chocoanos en el resto de Colombia celebran también su San Pachito.[cita requerida]
La celebración se construye a partir de 12 barrios correspondientes al municipio de Quibdó, sobre los cuales recae el compromiso de organizar todo lo concerniente a la fiesta.[cita requerida]
Todas las mañanas los quibdoseños se congrega en la misa franciscana, y por las tardes la danza emerge como elemento liberador y el teatro rememora los hechos de la cotidianidad opresiva y la discriminación histórica hacia la población afrodescendiente. El 3 de octubre, la imagen del Santo recorre el río sobre balsas, y el 4 se realiza la procesión al patrono recorriendo cada uno de los barrios, que hacen ofrenda al Santo mediante el llamado teatro misterio levantado en su honor. Aunque se trata de una fiesta patronal, en honor de San Francisco de Asís, la celebración es muy similar a un carnaval.[cita requerida]
En el 2012 fue incluida en la Lista de Patrimonio Inmaterial de la Humanidad de la UNESCO.

## Música
La música que ambienta estas fiestas está compuesta por contradanzas, bundes chocoanos, mazurcas chocoanas, porros chocoanos, polcas chocoanas, entre otros ritmos interpretados por un ensamble llamado chirimía.